# Komunistická strana česká 21
KOMUNISTICKÁ STRANA ČESKÁ 21 (zkratka KSČ 21) byla česká mimoparlamentní levicová politická strana.
Strana byla založena 30. října 2014 bývalými členy KSČ, kteří ze strany odešli kvůli neshodě s ideologickým směřováním strany. Sesterskou politickou stranou na Slovensku je strana VZDOR – strana práce. Strana se do roku 2022 nezúčastnila žádných voleb.
Strana nepředložila finanční zprávu za rok 2015. Vláda tak podala první návrh k pozastavení činnosti strany a podruhé opět v lednu 2022. Nejvyšší správní soud ji rozpustil v prosinci 2023.